# GxP
Com a GxP es coneix el conjunt de normes per a la correcta pràctica en l'àrea de treball, especialment en els camps de la medicina, la farmàcia i la química farmacèutica on la seua importància és bastant gran.
Dins de les normes GxP pertanyen aquestes altres:
- Good Manufacturing Practice (GMP) o "Bones Pràctiques de Manufactura"
- Good Clinical Practice (GCP) o "Bones Pràctiques Clíniques"
- Good Laboratory Practice (GLP) o "Bones Pràctiques al Laboratori"

Les GMP són el cas més comú conegut del GxP. El terme GxP només s'utilitza de manera informal per a resumir el paquet de guies de qualitat. Aquestes guies se solen trobar en les farmacopees.
Aquestes "normes" han de ser fixades per les autoritats sanitàries i les agències del medicament com la EMEA europea o la FDA americana. A Espanya hi ha l'Agència Espanyola de Medicaments i Productes Farmacèutics i és la que regula tots aquests continguts.